# François-Marie Raoult
François-Marie Raoult (Fournès, 10 de maio de 1830 — Grenoble, 1 de abril de 1901) foi um químico francês que realizou uma pesquisa sobre o comportamento de soluções, especialmente as suas propriedades físicas.

## Vida e trabalho
Raoult nasceu emt Fournes, no departamento de Nord. Ele se tornou aspirant répétiteur no Lycée de Reims em 1853, e depois de ocupar vários cargos intermediários foi nomeado em 1862 para o cargo de professor de química em Sens lycée. Lá ele preparou uma tese sobre força eletromotriz que lhe rendeu o título de doutor em Paris no ano seguinte.
Em 1867, Raoult foi encarregado das aulas de química em Grenoble e três anos depois ele conseguiu a cadeira de química, que ocupou até sua morte em 1901. As primeiras pesquisas de Raoult foram de caráter físico, preocupando-se principalmente com os fenômenos da célula voltaica; mais tarde, houve um período em que questões mais puramente químicas chamaram sua atenção.
O nome de Raoult é mais conhecido pelo trabalho de soluções, ao qual dedicou as duas últimas décadas de sua vida. Seu primeiro artigo descrevendo como os solutos deprimiam os pontos de congelamento das soluções foi publicado em 1878. Outras experiências com vários solventes, como benzeno e ácido acético, além de água, levaram-no a acreditar em uma relação simples entre os pesos moleculares de um soluto e o ponto de congelamento de uma solução. Ele expressou a relação como a loi générale de la congélation (lei geral de congelamento), que se uma molécula de uma substância ser dissolvida em 100 moléculas de qualquer solvente, a temperatura de solidificação deste será reduzida em 0,63 °C. Outra relação com a qual Raoult trabalhou foi a relativa à depressão da pressão de vapor de um solvente, devido a um soluto, mostrando que a diminuição é proporcional ao peso molecular do soluto. Essa relação é melhor no caso limite de uma solução diluída. Essas duas generalizações proporcionaram um novo método de determinação dos pesos moleculares de substâncias dissolvidas, e foram utilizadas por Jacobus van 't Hoff e Wilhelm Ostwald, entre outros químicos, em apoio à hipótese de dissociação eletrolítica em soluções. O método de depressão do ponto de congelamento de Raoult se tornou ainda mais útil depois que foi aprimorado por Ernst Otto Beckmann e se tornou uma técnica padrão para determinar os pesos moleculares de substâncias orgânicas.
Um relato da vida e obra de Raoult foi feito por van 't Hoff em uma palestra memorial proferida na London Chemical Society em 26 de março de 1902.